# Canestru
Canestru (còrso; pl. canestri, dal  Latino canistrum, significante un cesto rotondo) è un dolce còrso generalmente di forma rotonda, fatto di pasta brioche. Il dolce proviene dal villaggio di Petreto-Bicchisano in Corsica del Sud. Il Canestru è un dolce tradizionale di Pasqua, e viene consumato durante la tradizione gita del lunedì di Pasqua (a merendella).

## Ingredienti
Gli ingredienti principali sono farina di frumento, lievito, sale, uova, strutto (sdruttu), vino bianco, pastis o semi di anice. La miscela deve riposare due ore a temperatura ambiente prima di essere impastata. Quindi la pasta deve lievitare 30-45 minuti prima di essere cotta in forno sino che è dorata, e quindi ripassata in forno caldo (150-220 C).